# Municipio de Cuitzeo
El municipio de Cuitzeo es uno de los 113 municipios del estado mexicano de Michoacán de Ocampo, situado al norte del mismo. Su cabecera es Cuitzeo del Porvenir.

## Escudo
|  | El escudo Cuitzeo está blasonado así: Cuitzeo tiene un escudo (cuyo esquema) fue labrado en la fachada principal, uno a cada lado del nicho de Sta. María Magdalena patrona del convento, en los cuales colocó dos jarrones derramando agua que representaba el lago y en ella están intercalando dos pelicanos en actitud de alimentarse con peces producto de este lago y aparecen en las patas y el pico de estas aves. Estos jarrones con los pelicanos y peces tienen en la parte superior una corona de plumas como interpretación del señorío del Cuitzeo purépecha. |

## Historia
Según estudios antropológicos realizados, se afirma que desde tiempos antiguos debió se un centro cultural muy importante, puesto que recibía influencias de diversas culturas en las que se consideran en primer término la cultura de Chupícuaro a la que sucedió la influencia cultural teotihuacana y tolteca y finalmente el de los purépechas.
Una de las principales construcciones de Cuitzeo antiguo, lo menciona la relación de este lugar al considerar que para las asociaciones y ritos hacían un pequeño índole de piedra y tenían por templo una casa grande, lo que reflejó que su organización social era sacerdotal.
Su economía descansaba en la agricultura, cultivo de maíz, en la pesca de lo que obtenían, principalmente el charal, mosco y la caza de patos.

### Dominación española de Cuitzeo
Los fundadores del Cuitzeo español fueron los agustinos representados por fray Francisco de Villafuerte, quien obtuvo la cédula real de su fundación el 22 de julio de 1549. La cual fue ejecutada el 17 de agosto de 1550 iniciándose así la planificación del pueblo, construcción de plazas, calles, edificios.

### Fundación del convento de Santa María Magdalena

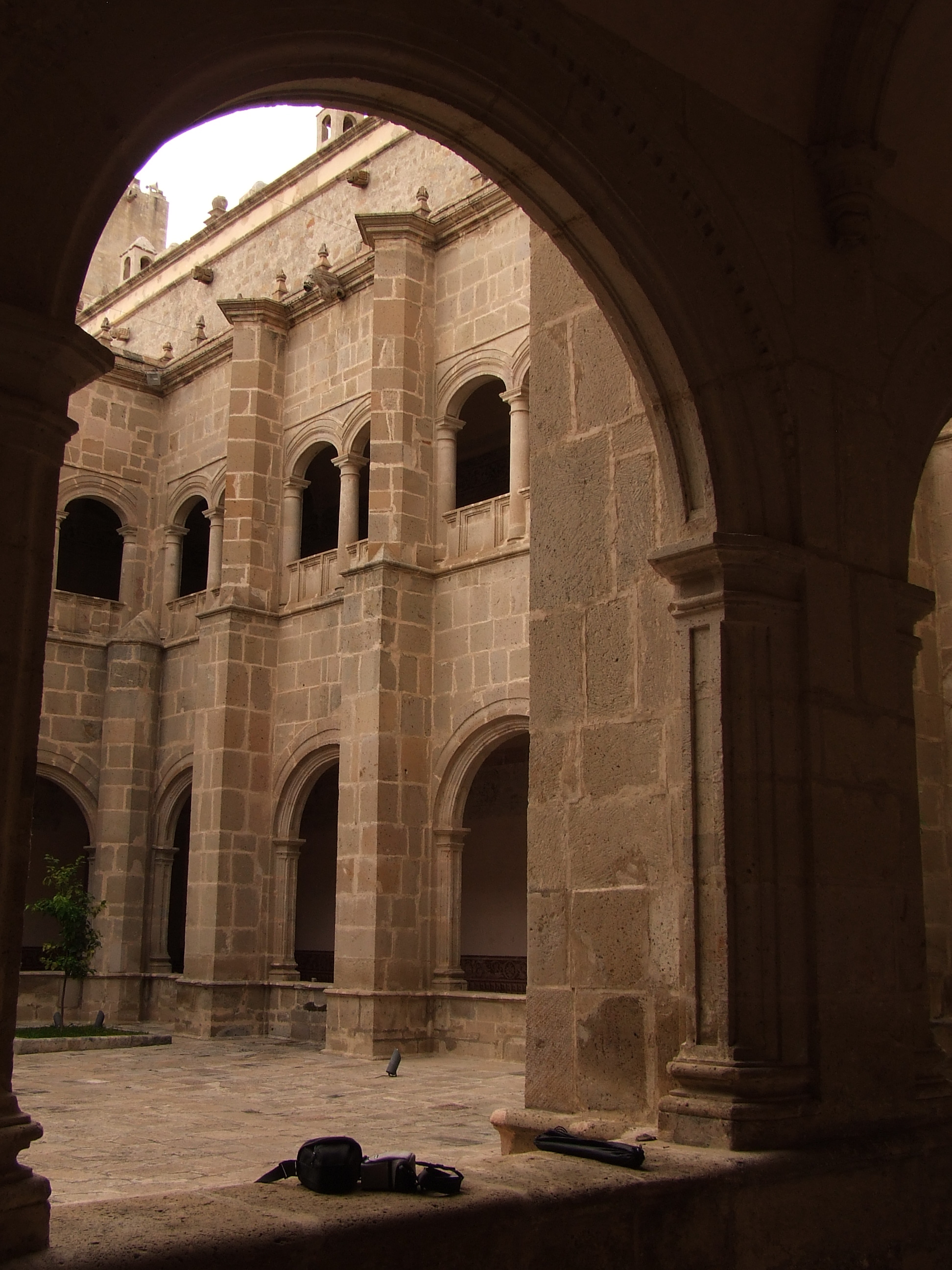
Antiguo Convento.

El principal edificio religioso de Cuitzeo fue el convento e iglesia de santa María Magdalena, el quinto convento fundado en la provincia de Michoacán por la orden agustina en el año de 1550, la primera piedra de esta obra se puso el 1 de noviembre de 1550, porque ese día la iglesia celebraba la festividad de todos los santos.
Los fundadores de este convento e iglesia fueron fray Francisco de Villafuerte y su compañero fray Miguel de Alvarado, quienes eligieron por patrona de este centro religioso a la flamantísima María Magdalena.
De esta obra se fundó primeramente la iglesia, construcción que fue bien proporcionada y estructurada en tres cuerpos, el primero de la portada, el segundo de la ventaba de coro y el tercero un nicho con la escultura de piedra de la majestuosa santa María Magdalena. El templo tiene una torre muy fuerte aunque no muy elevada y coherente de ornamentación, sobre esta se encuentra el campanario. Al poco tiempo de haberse terminado la edificación de esta iglesia, se construyó en la fachada principal del presbiterio un restablo de fray Dionisio Robledo, a este se añadieron dos colaterales, uno de Cristo crucificado y otro de santa María.
La iglesia permaneció mucho tiempo pintada de blanco hasta que fray Francisco Castillano mandó a pintarla de tono dorado, asimismo dispuso que se construyera una sillera, toda de cedro, para el coro que en un principio tuvo dos órganos grandes.
La sacristía fue una de las más ricas del siglo XVIII, por sus ornamentos como, bordados, telas, platería.
En el lugar que ocupa la huerta del convento, detrás de la iglesia, existen ruinas arqueológicas sobre las que se erigió el convento.
El acceso a este convento fue dividido en seis arcos determinados por siete pilastras, en las que descansan siete columnas que tienen por bases pedestales. La edificación de este convento fue en dos pisos: inferior y superior. El primer piso tiene corredores en sus cuatro lados y en cada uno hay cuatro aéreas de medio punto, cuyas bases son pilastras. Aquí se encuentran la pateria, corredores, corona, sacristía, almacén, caballeriza, una huerta e iglesia y cuyo piso era de loza. En el segundo piso la distribución también fue en corredores con pequeños arcos de los que corresponden dos a cada una de las de la planta baja; en este se encontraban la biblioteca, sala capilar 22 celdas, también se encuentran los sanitarios que son seis en total y fueron construidos en madera, se encuentra también un pequeño cuarto que se cree se utilizaba como celda de castigo u oración.

### Época de independencia
Algunos historiadores consignan los hechos importantes ocurridos en Cuitzeo durante la época de independencia; uno de ellos fue el paso del padre de la patria por dicha población, en su itinerario o ruta del estado de Hidalgo hacia la ciudad de Chihuahua. El otro hecho significativo es la llegada a Cuitzeo de la división realista, encabezada por Antonio Linares y el conde de San Pedro del Álamo, en junio de 1811. Dicha división derrotó a una guerrilla insurgente de esta región.

### Construcción de la calzada
El lugar que ocupa el lago de Cuitzeo, dista de Morelia unos 40 km. norte, el nivel de agua que tuvo este lago fue muy variable correspondiendo al tiempo climatológico, durante el tiempo de sequía bajaba, el nivel de sus aguas hasta llegar a quedar totalmente seco.
Al considerar que en este tiempo no existían ferrocarriles, el movimiento de comerciantes era muy grande, lo que reportaba beneficios económicos a los habitantes debido a que los comerciantes necesitaban transportar sus mercancías y semovientes a través del lago, empleando por ello las lanchas y pesadas canoas de los habitantes, a quienes pagaban económicamente por tal servicio. La agitación de las aguas del lago impedía el traslado a los hombres, bestias de carga y mercancías. Estas dificultades y gastos económicos fueron la causa de que se pensara en la construcción de un gran puente o calzada que atravesara la parte más angosta de la laguna.
Hasta el año de 1881 después de muchos intentos de construcción se terminó la obra cuya longitud era de 3705 metros y una anchura de 11.34 metros, la anchura de los cimientos era de 16.77 metros. El costo total de la obra fue de $100 196.
La inauguración de esta calzada se efectuó el 5 de febrero de 1882 al tiempo que era presidente el sr. Miguel Ballesteros. Esta calzada es ahora un importante puente que sirve de vínculo entre los estados de Michoacán y Guanajuato.
A pesar de todos los beneficios que ha traído la obra al municipio, ésta ha llegado a ser considerada un ecocidio puesto que supone un dique al lago y es uno de los factores más relevantes en el hecho de las múltiples sequías que él mismo ha sufrido en los últimos 80 años.

### Época de reforma
Se caracterizó por una contienda bélica sostenida entre liberales y conservadores, con el lado conservador representado por el párroco fr. Hilario García y un grupo de hombres armados comandado por el sr. Severiano Izquierdo. El lado liberal estaba representado por el general Nicolás De Regules.

### SigloXX
Al iniciarse el año de 1918 llegó a Cuitzeo la noticia del arribo a esta población del bandolero J. Inés Chávez y sus más de 1500 forajidos.
Cuitzeo tenía bajo su jurisdicción a los siguientes pueblos:
- Huandacareo, situado a una distancia de 12.5 km
- Capacho, distanciado a unos 8 km
- Chucandiro, ubicado al poniente de la laguna
- Huango, situado a unos 5 km
- Copandaro, situado en la parte medieval del lago.
- Santa Ana Maya, situado al norte del lago.
- Huacao, ubicado al norte de Santa Ana.

## Geografía
La zona en que se ubica la región de Cuitzeo corresponde al Eje Neovolcánico, por lo que su relieve es accidentado y con algunas manifestaciones actuales al paroxismo. 
El municipio limita el norte con el estado de Guanajuato, al este con el municipio de Santa Ana Maya, al sur con los municipios de Álavaro Obregón y Tarímbaro, al suroeste con el municipio de Copándaro y al este con el municipio de Huandacareo.
La ubicación geográfica de Cuitzeo, tomando en cuenta como referencia la parroquia de este pueblo, es de 10°0826" de longitud oeste y de 20°0200" de latitud norte. Su altura media es de 1831 metros sobre el nivel del mar.
La región Cuitzeo tiene en la parte central un lago de formación natural, cuya superficie aproximada es de 1260 km cuadrados. Tiene una longitud de 70 km y una anchura de 18 km. Sus aguas aran poco profundas, turbias y cargadas de sales, en ellas existen 10 islas. 
El lago está rodeado de montañas con una elevación regular, las principales son: cerrito de Tarimoro, Chambecuaro, Yutatiro, La Piedra Negra y Cerro de San Agustín del Pulque, la de mayor altura es llamada Cerro de Manuna, cuyo significado es lucero de la tarde, una parte de este cerro penetro en el lago y forma una especie de península.
En el paisaje natural del municipio de Cuitzeo destacan los mezquites, pirules, huizaches, cacahuates, grangenos; y planta como el maguey, la zábila, etc.

## Demografía

### Localidades
En el censo de 2020 el municipio de Cuitzeo contaba con 20 localidades.
| Código INEGI    | Localidad              | Población (2020) |
| --------------- | ---------------------- | ---------------- |
| 160200001       | Cuitzeo del Porvenir   | 10 983           |
| 160200011       | Mariano Escobedo       | 4 566            |
| 160200016       | San Agustín del Pulque | 4 062            |
| 160200002       | San Juan Benito Juárez | 2 709            |
| 160200004       | Cuamio                 | 2 104            |
| 160200005       | Cuaracurio             | 1 638            |
| 160200010       | Jeruco                 | 885              |
| 160200009       | Doctor Miguel Silva    | 854              |
| 160200007       | Chupícuaro             | 765              |
| 160200021       | Epifanio C. Pérez      | 243              |
| 160200008       | Colonia Chupícuaro     | 212              |
| 160200012       | La Palma               | 207              |
| 160200003       | La Cinta               | 197              |
| 160200015       | Rancho Seco            | 154              |
| 160200014       | Colonia de Rancho Seco | 131              |
| 160200013       | Puerta del Salto       | 112              |
| 160200028       | El Cerrito             | 57               |
| 160200037       | San Miguel             | 18               |
| 160200027       | Isla de Tarambecho     | 8                |
| 160200022       | San Jacinto            | 5                |
| Total municipal | Total municipal        | 29 910           |

## Cultura

### Templos
Cuitzeo cuenta con diferentes templos que se localizan en varios puntos de la población: el templo de la Concepción, el de San Pedro y San Pablo, el del Calvario, el Hospitalito, el de la Virgen de Guadalupe, el de los Cerritos y el principal el de santa María Magdalena. Cada uno tiene su fiesta que se celebra a lo largo de todo el año.